# Бандар-Лампунг
Бандар-Лампунг, Танджункаранг (індонез. Bandar Lampung) — місто в індонезійській провінції Лампунг, на острові Суматра, адміністративний центр провінції. В період голландського колоніального панування мав назву Остхавен (нід. Oosthaven). Потім називався Танджункаранг-Телукбетунг, за назвою двох частин, що утворили місто — Танджункаранг і Телукбетунг. Перейменований у 1983 році.

## Географія
Місто розташоване на південно-східній околиці Суматри, на березі бухти Лампунг. Раніше він був основним портом, що зв'язував Суматру із островом Ява, проте потім був збудований більший порт в Бакаухені в південній частині Лампунга.

### Клімат
Місто знаходиться у зоні, котра характеризується вологим тропічним кліматом. Найтепліший місяць — жовтень із середньою температурою 26.4 °C (79.5 °F). Найхолодніший місяць — липень, із середньою температурою 25.5 °С (77.9 °F).
| Клімат Бандар-Лампунга  | Клімат Бандар-Лампунга | Клімат Бандар-Лампунга | Клімат Бандар-Лампунга | Клімат Бандар-Лампунга | Клімат Бандар-Лампунга | Клімат Бандар-Лампунга | Клімат Бандар-Лампунга | Клімат Бандар-Лампунга | Клімат Бандар-Лампунга | Клімат Бандар-Лампунга | Клімат Бандар-Лампунга | Клімат Бандар-Лампунга | Клімат Бандар-Лампунга |
| Показник                | Січ.                   | Лют.                   | Бер.                   | Квіт.                  | Трав.                  | Черв.                  | Лип.                   | Серп.                  | Вер.                   | Жовт.                  | Лист.                  | Груд.                  | Рік                    |
| Середня температура, °C | 25,8                   | 25,9                   | 26,3                   | 26,2                   | 26,3                   | 25,7                   | 25,5                   | 25,7                   | 25,9                   | 26,4                   | 26,4                   | 26,3                   | 26                     |
| Норма опадів, мм        | 278.2                  | 257.2                  | 228.8                  | 191.4                  | 141.1                  | 90                     | 89                     | 91.9                   | 99.1                   | 121.8                  | 152.1                  | 236.9                  | 1977.5                 |
| Днів з опадами          | 16,6                   | 13,2                   | 15,6                   | 16,6                   | 15,2                   | 13,1                   | 10,8                   | 10,1                   | 10,3                   | 14,4                   | 18,4                   | 19,1                   | 173,4                  |
| Вологість повітря, %    | 84.6                   | 83.6                   | 83.1                   | 83                     | 82.3                   | 81.2                   | 80.2                   | 78.4                   | 78.4                   | 79                     | 80.2                   | 82.4                   | 81.4                   |
| ----------------------- | ---------------------- | ---------------------- | ---------------------- | ---------------------- | ---------------------- | ---------------------- | ---------------------- | ---------------------- | ---------------------- | ---------------------- | ---------------------- | ---------------------- | ---------------------- |
| Джерело: Weatherbase    |                        |                        |                        |                        |                        |                        |                        |                        |                        |                        |                        |                        |                        |

## Економіка і туризм
У місті є аеропорт, що обслуговує внутрішні рейси, у тому числі до Джакарти.
Бандар-Лампунг популярний серед туристів, оскільки із міста вирушають екскурсії на Кракатау. У місті знаходиться центр підготовки слонів (Way Kambas Elephant Training Centre).

## Уродженці
- Шрі Муляні Індраваті (* 1962) — індонезійська економістка і державний діяч.

## Галерея

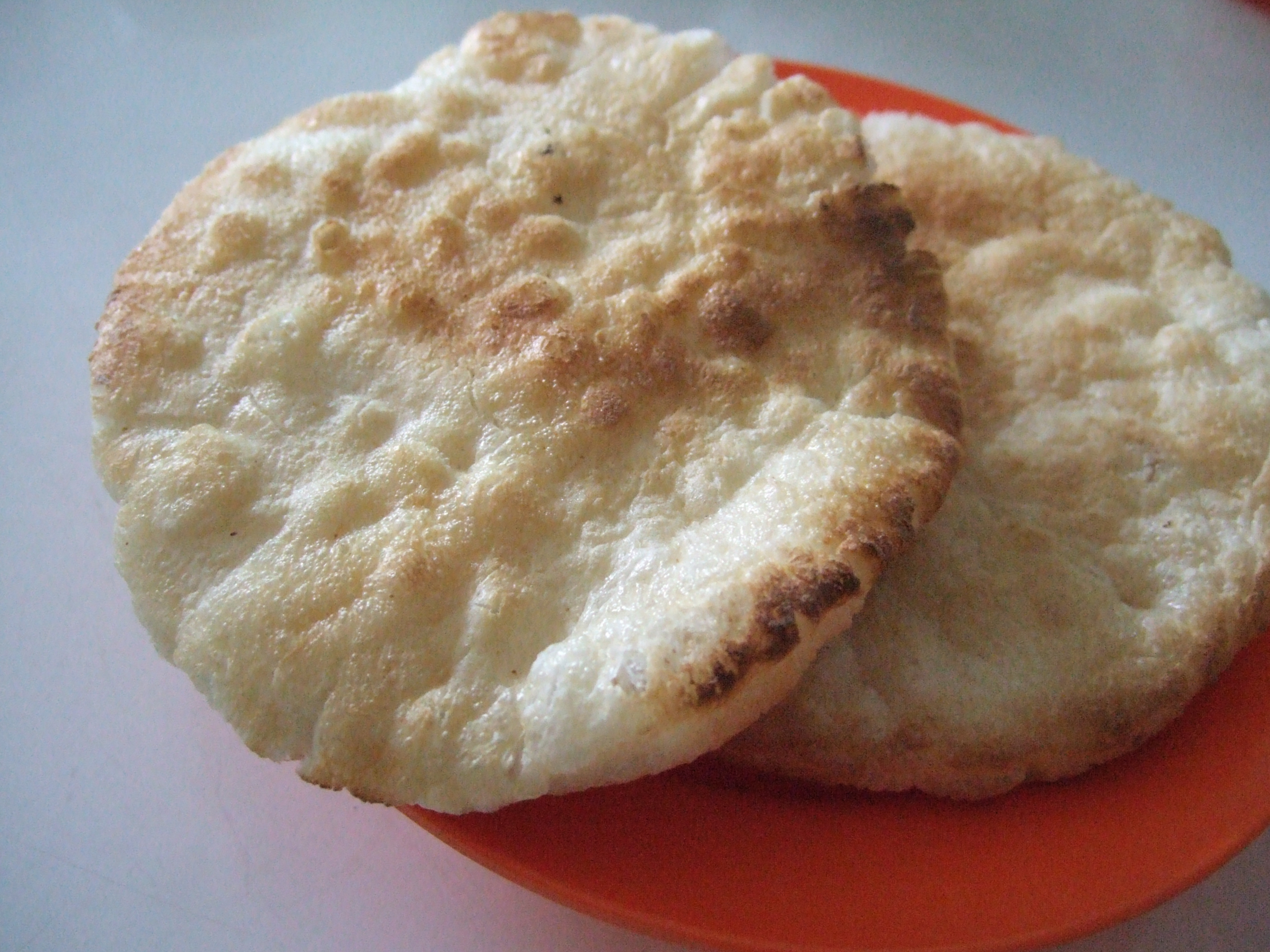
Рибні млинці
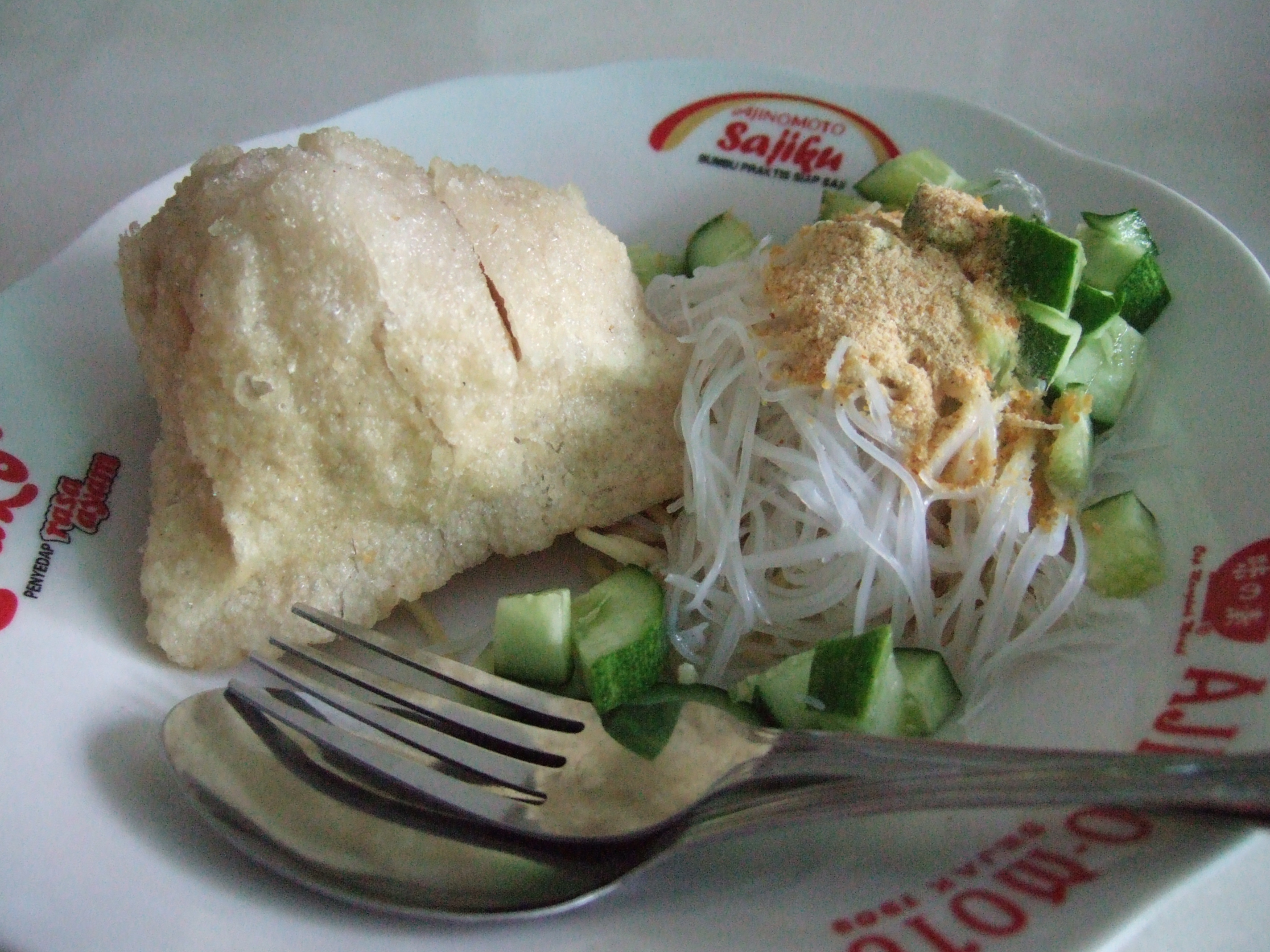
Пемпек із цілим яйцем всередині
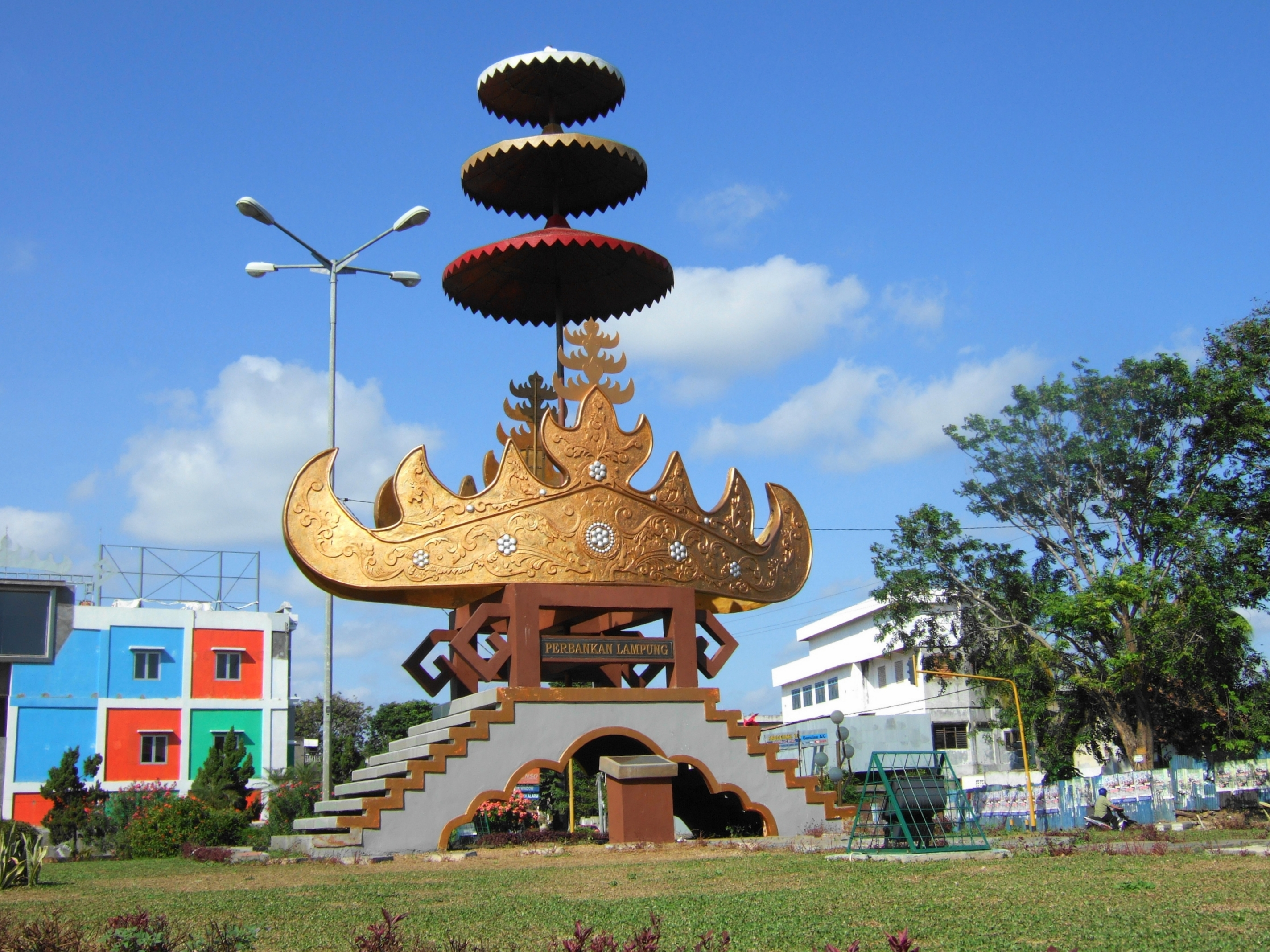
Пам’ятник Сігер
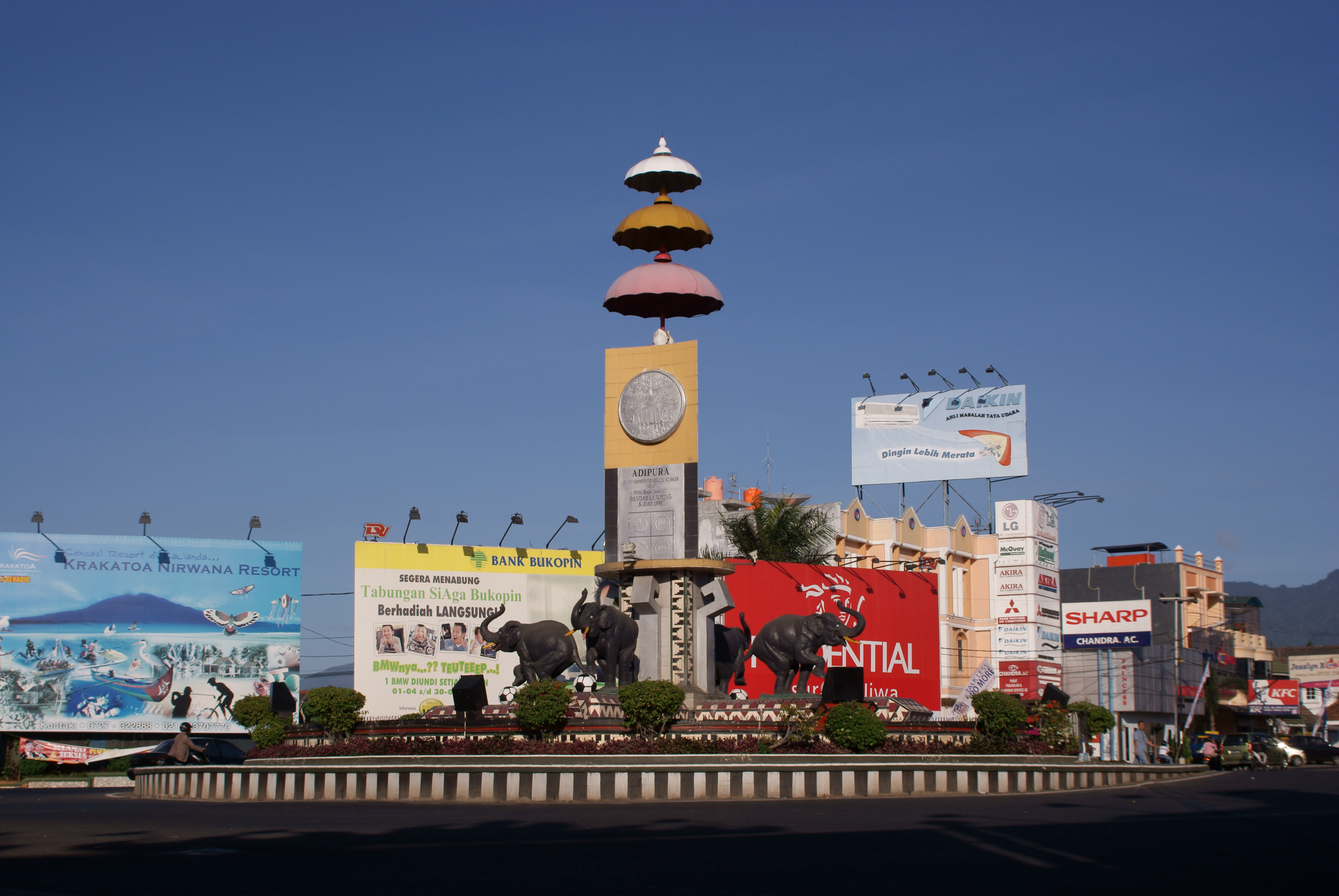
Пам'ятник Адіпура
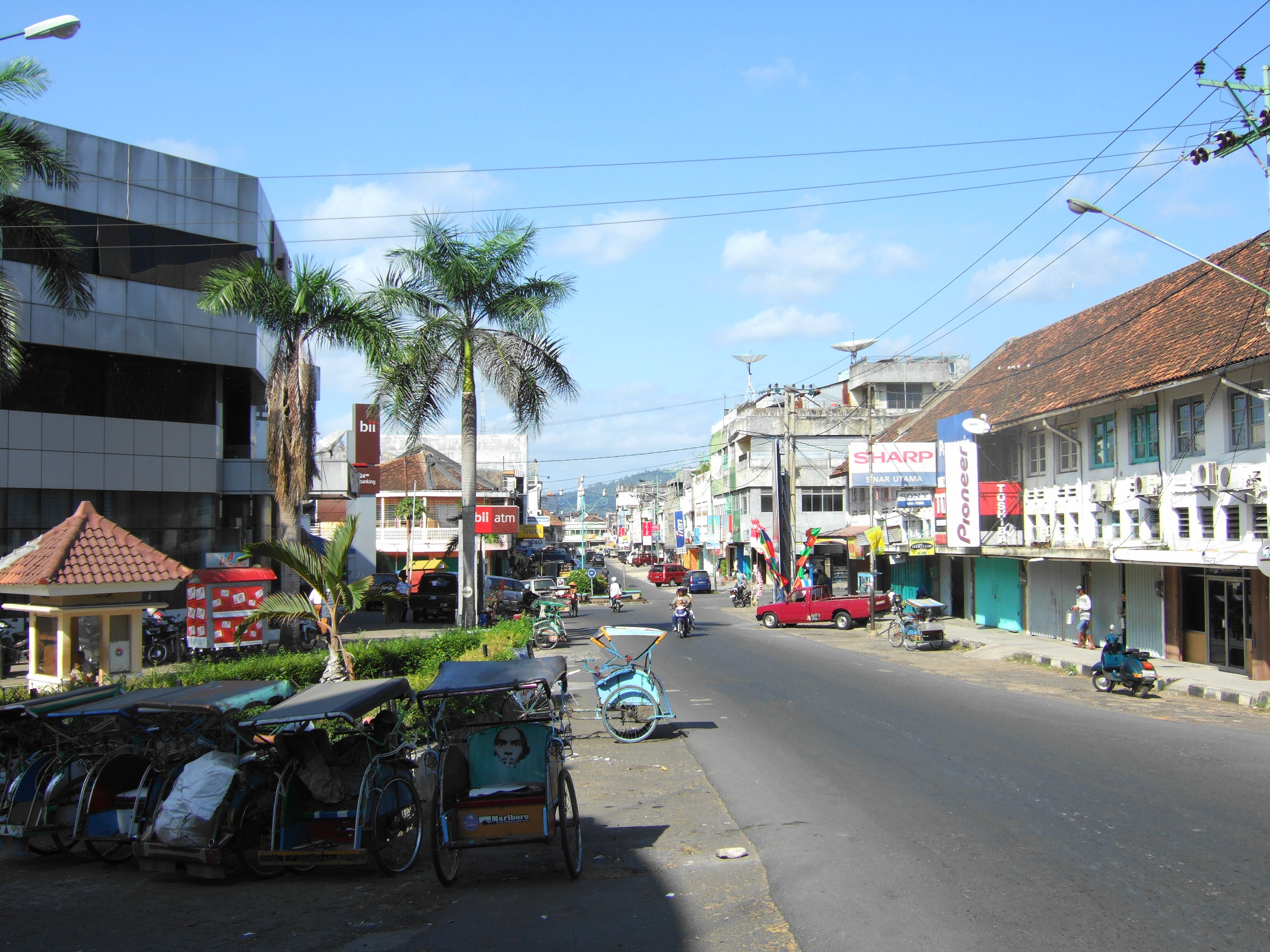
Вулиця міста, велорикші
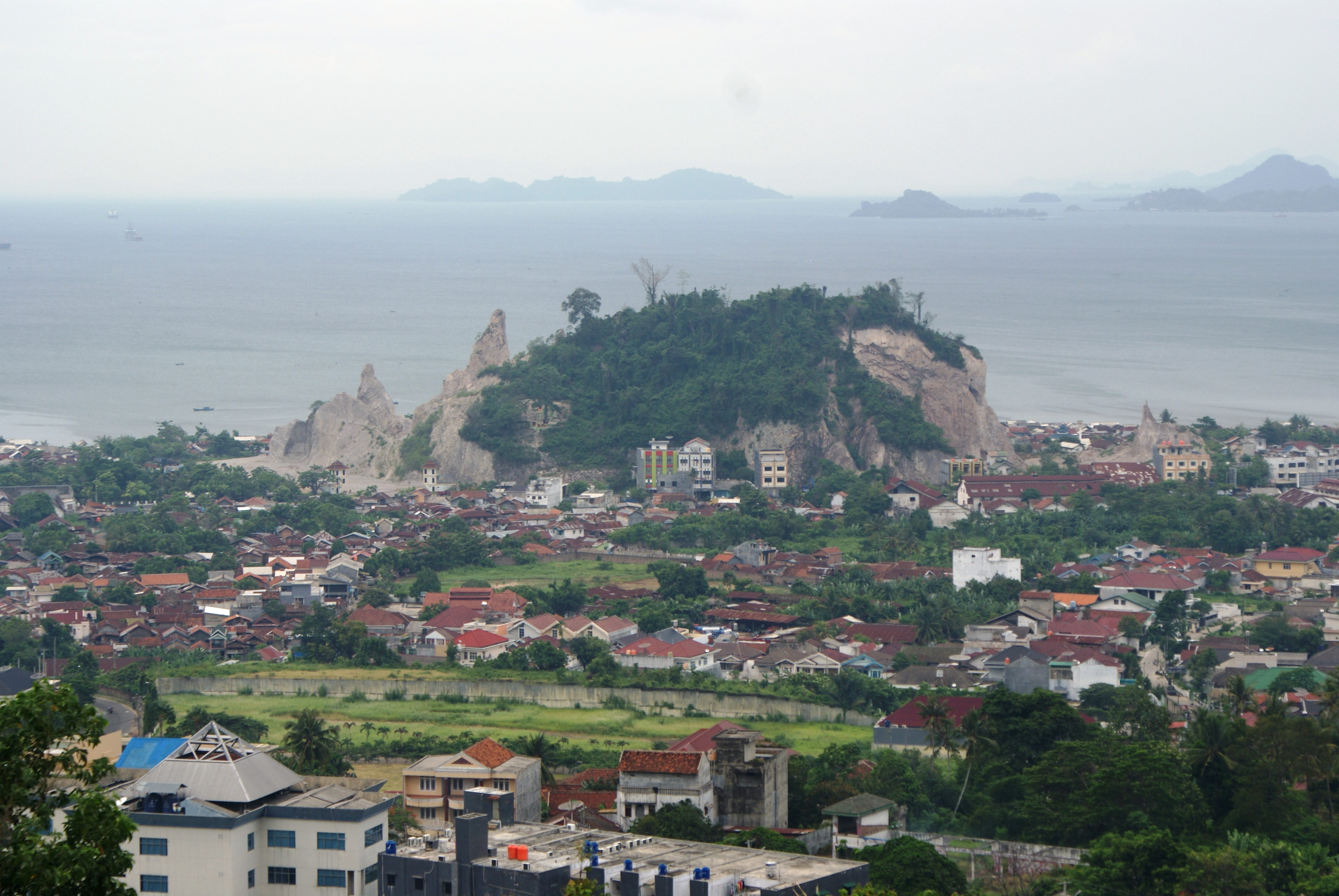
Краєвид міста

## Міста-побратими
- Пеканбару, Індонезія
- Іпох, Малайзія
- Спліт, Хорватія